# نصف غجرية
نصف غجرية أو ديديكوي هي رواية من أدب أطفال نُشرت عام 1972 من تأليف رومر غودن. تدور أحداثها في إنجلترا، وتحكي قصة فتاة يتيمة تُدعى كيزي لوفيل، تبلغ من العمر سبع سنوات، تنتمي إلى جماعة الرحّل أو غجر روما. تواجه كيزي الكثير من الصعوبات، مثل الاضطهاد والحزن والفقدان في قرية صغيرة مترابطة وذات طابع عدائي تجاه الغرباء. عنوان الرواية يشير إلى كلمة ديديكوي، وهي مصطلح من لغة الغجر الإنجليز يُطلق على الشخص المختلط الأصل.
فازت رواية النصف الغجرية بجائزة ويتبريد لعام 1972 ضمن فئة كتب الأطفال، وهي جائزة تُمنح لأفضل عمل أدبي باللغة الإنجليزية من تأليف كاتب يقيم في بريطانيا أو إيرلندا. وقد تم تحويل الرواية إلى مسلسل تلفزيوني بعنوان كيزي عام 1976، من إنتاج دوروثيا بروكينج ل بي بي سي، وجسدت دور البطولة الممثلة فانيسا فيرست في دور كيزي.وبعد عدة عقود، أُعيد اقتباس الرواية كعمل درامي إذاعي بالاسم نفسه، وأدت دور كيزي الممثلة نيسا كول.
أعاد دار نشر هاربر كولنز نشر الرواية عام 2002 بعنوان جديد هو الفتاة الغجرية.